# Palazzo Comunale (Fidenza)
Il Palazzo Comunale è un edificio dalle forme neogotiche, situato sul lato sud della centralissima piazza Garibaldi a Fidenza, in provincia di Parma.

## Storia
L'originario palazzo comunale fu innalzato in stile gotico lombardo nel XIII secolo, ad opera dell'architetto Bendidio; le prime testimonianze certe della sua edificazione risalgono al 1273, ma il cantiere fu concluso soltanto nel 1354.
L'edificio fu occupato nel 1527 dalle truppe spagnole e francesi, che lo distrussero parzialmente. I lavori di ricostruzione furono avviati solo nel 1570, su progetto del maestro Paris; in tale occasione fu innalzata la torre campanaria e fu decorata la facciata con un affresco raffigurante San Donnino, dipinto dal pittore Antonio Formaiaroli.
Nel 1875 il prospetto principale fu quasi completamente ricostruito in stile neogotico su progetto dello scenografo Girolamo Magnani, che eliminò gli intonaci e gli affreschi, modificò le antiche trifore del primo piano trasformandole in bifore e innalzò la merlatura ghibellina di coronamento, aggiungendo inoltre le due torrette alle estremità.
Nel 1897 fu costruito lo scalone all'interno, mentre nel 1905 furono edificate le ali laterali e nel 1915 fu completato il lato retrostante, in stile neogotico.

## Descrizione

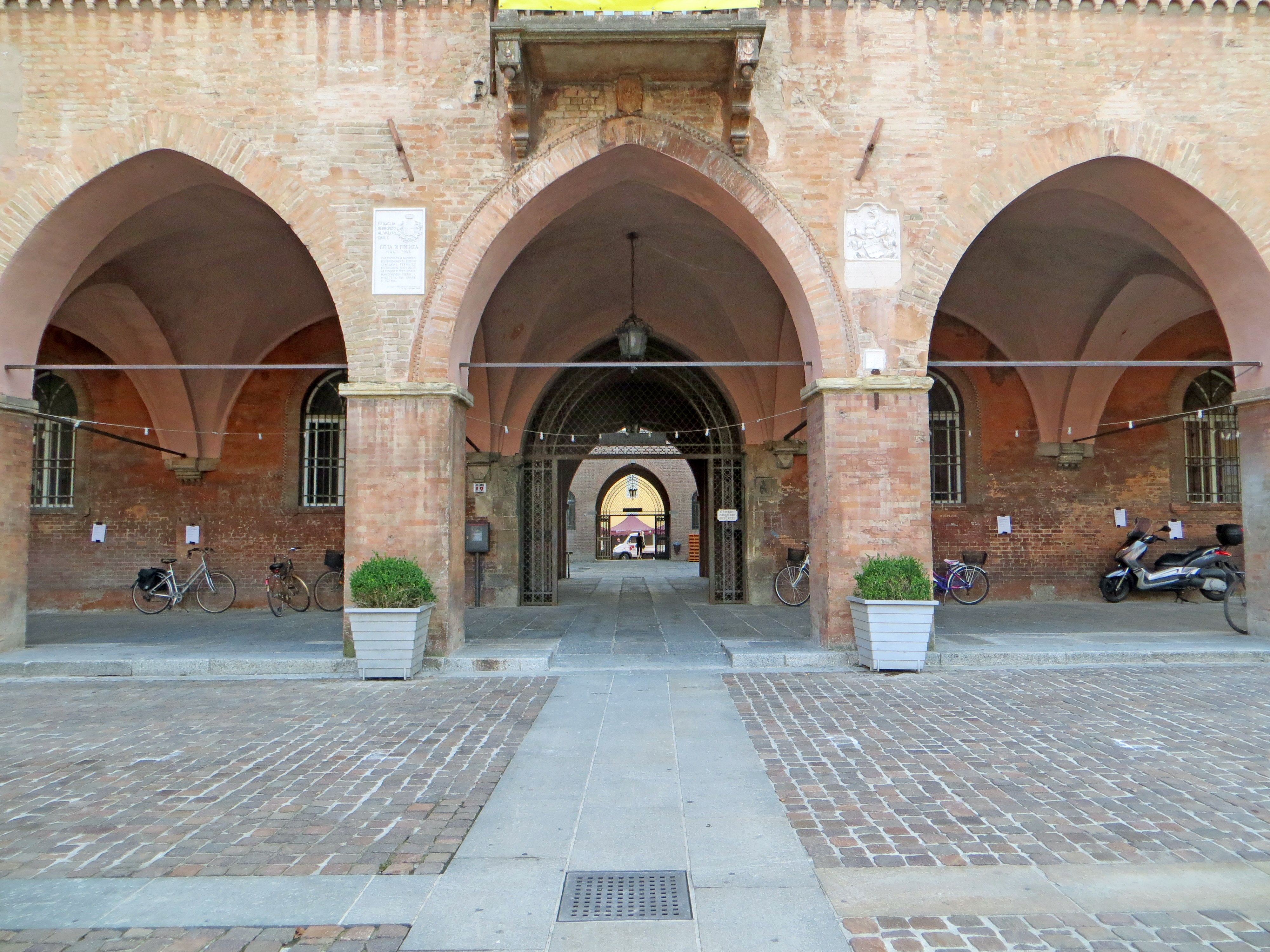
Porticato della facciata

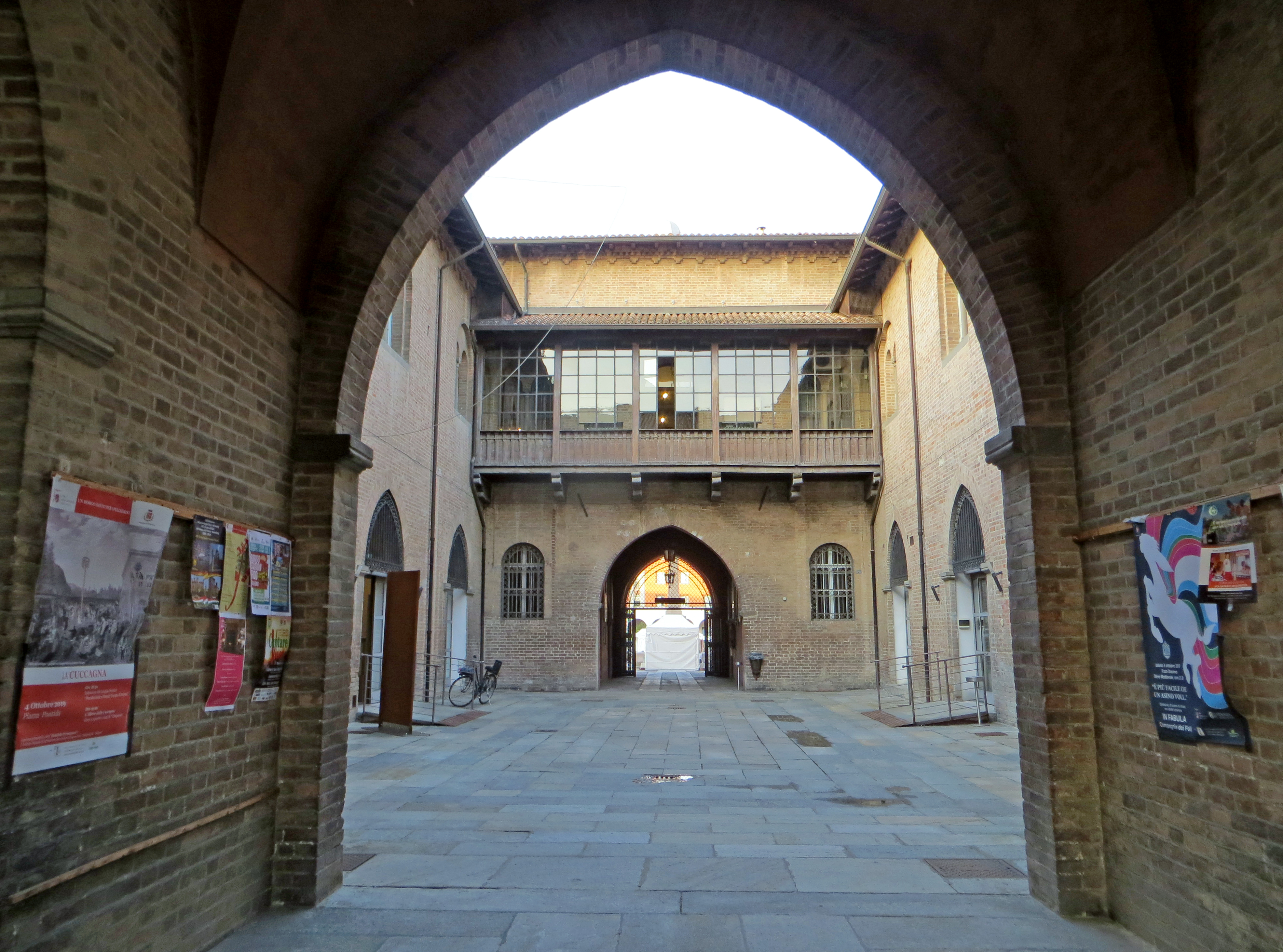
Lato nord del cortile interno

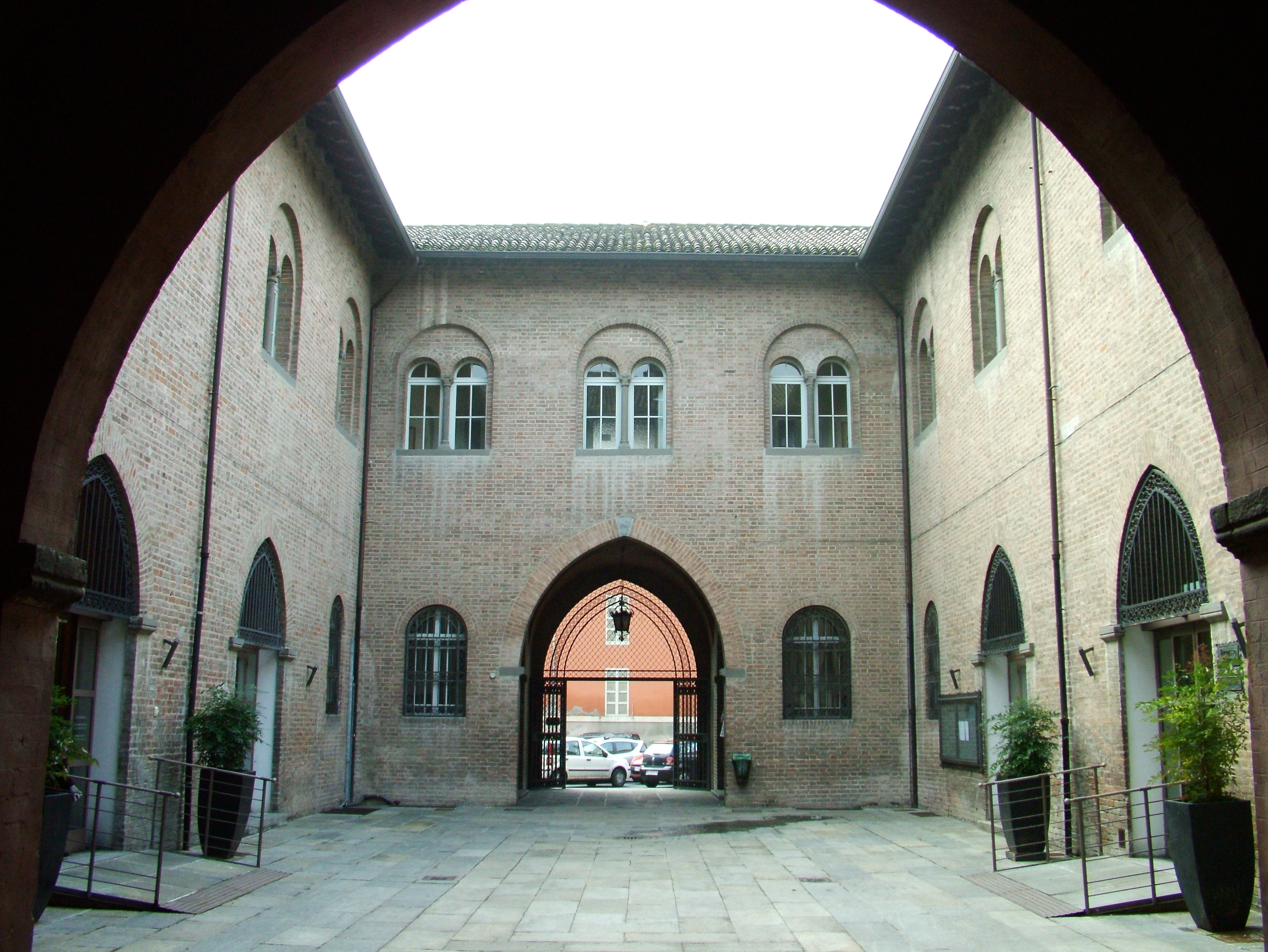
Lato sud del cortile interno

Il palazzo si sviluppa su una pianta rettangolare attorno ad un cortile centrale.
La simmetrica facciata principale, interamente rivestita in laterizio come il resto dell'edificio, è caratterizzata dall'alto porticato sostenuto da massicci pilastri, su cui si impostano cinque ampie arcate ogivali; al di sopra si innalzano oltre una fascia ad archetti in mattoni quattro grandi bifore con colonnine centrali in pietra, all'interno di archi a tutto sesto che incorniciano le ricchissime decorazioni degli archivolti. Al centro si apre una portafinestra con balconcino, chiusa da un arco a tutto sesto ed affiancata da due colonnine, a sostegno del protiro in leggero aggetto, che inquadra un bassorilievo raffigurante l'Arme del Comune; in prossimità degli spigoli sono incastonate altre due sculture in arenaria, rappresentanti rispettivamente lo stemma dei Visconti e quello di Borgo San Donnino. In sommità spicca nel mezzo un'alta struttura contenente un grande orologio, coronata da merli ghibellini; ai lati un'analoga merlatura si allunga fino alle estremità, ove sono presenti due piccole torrette contenenti aperture ad arco.
I fianchi e il retro del palazzo sono caratterizzati dalla presenza di finestre ad arco a tutto sesto al livello terreno e di bifore al primo piano, poste a cadenza regolare; sul lato orientale si innalza in adiacenza al corpo più antico l'alta e sottile torre campanaria, edificata nel 1570.
Il portico sulla facciata, coperto da volte a crociera intonacate, è decorato ai lati dell'arco d'ingresso con alcuni piccoli bassorilievi in arenaria, risalenti al XIV secolo; essi raffigurano probabilmente antichi stemmi di podestà succedutisi all'epoca della dominazione viscontea. Al centro è collocato l'ampio portale ad arco ogivale, che dà accesso al lungo androne coperto da volta, che a sua volta conduce al cortile centrale; in perfetto allineamento si apre sul retro un analogo corridoio d'ingresso ad arco ogivale.
La simmetrica corte interna è caratterizzata dalla presenza al primo piano di una balconata in legno sul lato nord e di bifore sulle altre fronti.